# Liste der Kulturdenkmäler in Wolferode (Stadtallendorf)
Die folgende Liste enthält die in der Denkmaltopographie ausgewiesenen Kulturdenkmäler auf dem Gebiet des Ortsteils Wolferode der  Stadt Stadtallendorf, Landkreis Marburg-Biedenkopf, Hessen.
Hinweis: Die Reihenfolge der Denkmäler in dieser Liste orientiert sich an der Anschrift, alternativ ist sie auch nach der Bezeichnung oder der Bauzeit sortierbar.
Kulturdenkmäler werden fortlaufend im Denkmalverzeichnis des Landes Hessen durch das Landesamt für Denkmalpflege Hessen auf Basis des Hessischen Denkmalschutzgesetzes (HDSchG) geführt. Die Schutzwürdigkeit eines Kulturdenkmals hängt nicht von der Eintragung in das Denkmalverzeichnis des Landes Hessen oder der Veröffentlichung in der Denkmaltopographie ab.

Die Liste der Kulturdenkmäler in Wolferode enthält alle Kulturdenkmäler auf dem Gebiet des Stadtteils Wolferode in Stadtallendorf, die in der vom Landesamt für Denkmalpflege Hessen 2002 herausgegebenen Denkmaltopographie Landkreis Marburg-Biedenkopf I veröffentlicht wurden.

## Legende
- Bezeichnung: Nennt den Namen, die Bezeichnung oder die Art des Kulturdenkmals.
- Lage: Nennt den Straßennamen und wenn vorhanden die Hausnummer des Kulturdenkmals. Die Grundsortierung der Liste erfolgt nach dieser Adresse. Der Link „Karte“ führt zu verschiedenen Kartendarstellungen und nennt die Koordinaten des Kulturdenkmals.
- Beschreibung: Nennt bauliche und geschichtliche Einzelheiten des Kulturdenkmals, vorzugsweise die Denkmaleigenschaften. In Klammern sollte die Begründung des Denkmalwertes abgekürzt angegeben werden: g = geschichtlich, k = künstlerisch, s = städtebaulich, t = technisch, w = wissenschaftlich.
- Bauzeit: Gibt die Datierung an; das Jahr der Fertigstellung bzw. den Zeitraum der Errichtung. Eine Sortierung nach Jahr ist möglich.

## Gesamtanlage Wolferode
| Bild            | Bezeichnung              | Lage | Beschreibung                         | Bauzeit | Daten |
| --------------- | ------------------------ | --- | ------------------------------------ | ------- | ----- |
| Bild gesucht BW | Gesamtanlage Wolferode   | Am Hermannsberg 1, Am Mühlengraben 1–7, 2–8, An der Kirche, Hinterecksweg 1–9, 2–12, Müllergasse, Untergasse 1–9, 2–8, Zum Eichwald 1–11, 2–10 Lage |                                      |         |       |
| Bild gesucht BW |                          | Am Hermannsberg 1 Lage | (nur als Teil der Gesamtanlage)      |         |       |
| Bild gesucht BW |                          | Am Mühlengraben 1 Lage | (nur als Teil der Gesamtanlage)      |         |       |
| Bild gesucht BW |                          | Am Mühlengraben 1a Lage | (nur als Teil der Gesamtanlage)      |         |       |
| Bild gesucht BW |                          | Am Mühlengraben 2 Lage | (nur als Teil der Gesamtanlage)      |         |       |
| Bild gesucht BW |                          | Am Mühlengraben 2a Lage | (nur als Teil der Gesamtanlage)      |         |       |
| Bild gesucht BW |                          | Am Mühlengraben 3 Lage |                                      |         |       |
| Bild gesucht BW |                          | Am Mühlengraben 5 Lage | (nur als Teil der Gesamtanlage)      |         |       |
| Bild gesucht BW |                          | Am Mühlengraben 6 Lage | (nur als Teil der Gesamtanlage)      |         |       |
| Bild gesucht BW |                          | Am Mühlengraben 7 Lage | (nur als Teil der Gesamtanlage)      |         |       |
| Bild gesucht BW |                          | Am Mühlengraben 8 Lage | (nur als Teil der Gesamtanlage)      |         |       |
| Bild gesucht BW | Brücke über den Hatzbach | Am Mühlengraben Lage |                                      |         |       |
| weitere Bilder  | Ev. Kirche               | An der Kirche Lage |                                      |         |       |
| Bild gesucht BW |                          | An der Kirche 2 Lage |                                      |         |       |
| Bild gesucht BW |                          | An der Kirche 4 Lage |                                      |         |       |
| Bild gesucht BW |                          | An der Kirche 6 Lage | (nur als Teil der Gesamtanlage)      |         |       |
| Bild gesucht BW |                          | Hinterecksweg 1 Lage |                                      |         |       |
| Bild gesucht BW |                          | Hinterecksweg 2 Lage |                                      |         |       |
| Bild gesucht BW |                          | Hinterecksweg 3 Lage | (nur als Teil der Gesamtanlage)      |         |       |
| Bild gesucht BW |                          | Hinterecksweg 4 Lage |                                      |         |       |
| Bild gesucht BW |                          | Hinterecksweg 5 Lage |                                      |         |       |
| Bild gesucht BW |                          | Hinterecksweg 6 Lage | (nur als Teil der Gesamtanlage)      |         |       |
| Bild gesucht BW |                          | Hinterecksweg 7 Lage | (nur als Teil der Gesamtanlage)      |         |       |
| Bild gesucht BW |                          | Hinterecksweg 8 Lage | (nur als Teil der Gesamtanlage)      |         |       |
| Bild gesucht BW |                          | Hinterecksweg 9 Lage | (nur als Teil der Gesamtanlage)      |         |       |
| Bild gesucht BW |                          | Hinterecksweg 12 Lage | (nur als Teil der Gesamtanlage)      |         |       |
| Bild gesucht BW |                          | Müllergasse 2 Lage | (nur als Teil der Gesamtanlage)      |         |       |
| Bild gesucht BW |                          | Müllergasse 3 Lage | (nur als Teil der Gesamtanlage)      |         |       |
| Bild gesucht BW |                          | Müllergasse 4 Lage |                                      |         |       |
| Bild gesucht BW |                          | Müllergasse 5 Lage |                                      |         |       |
| Bild gesucht BW | Trafoturm                | Müllergasse Lage |                                      |         |       |
| Bild gesucht BW |                          | Untergasse 1 Lage | (nur als Teil der Gesamtanlage)      |         |       |
| Bild gesucht BW |                          | Untergasse 3 Lage | (nur als Teil der Gesamtanlage)      |         |       |
| Bild gesucht BW |                          | Untergasse 5 Lage | (nur als Teil der Gesamtanlage)      |         |       |
| Bild gesucht BW |                          | Untergasse 7 Lage | (nur als Teil der Gesamtanlage)      |         |       |
| Bild gesucht BW |                          | Untergasse 8 Lage | (nur als Teil der Gesamtanlage)      |         |       |
| Bild gesucht BW |                          | Untergasse 9 Lage | (nur als Teil der Gesamtanlage)      |         |       |
| Bild gesucht BW |                          | Untergasse 10 Lage | (nur als Teil der Gesamtanlage)      |         |       |
| Bild gesucht BW |                          | Untergasse 12 Lage | (nur als Teil der Gesamtanlage)      |         |       |
| Bild gesucht BW |                          | Zum Eichwald Lage | Zwei Bäume am westlichen Straßenende |         |       |
| Bild gesucht BW |                          | Zum Eichwald 1 Lage | (nur als Teil der Gesamtanlage)      |         |       |
| Bild gesucht BW |                          | Zum Eichwald 2 Lage | (nur als Teil der Gesamtanlage)      |         |       |
| Bild gesucht BW |                          | Zum Eichwald 3 Lage |                                      |         |       |
| Bild gesucht BW |                          | Zum Eichwald 4 Lage | (nur als Teil der Gesamtanlage)      |         |       |
| Bild gesucht BW |                          | Zum Eichwald 5 Lage | (nur als Teil der Gesamtanlage)      |         |       |
| Bild gesucht BW |                          | Zum Eichwald 6 Lage | (nur als Teil der Gesamtanlage)      |         |       |
| Bild gesucht BW |                          | Zum Eichwald 7 Lage | (nur als Teil der Gesamtanlage)      |         |       |
| Bild gesucht BW |                          | Zum Eichwald 8 Lage |                                      |         |       |
| Bild gesucht BW |                          | Zum Eichwald 9 Lage | (nur als Teil der Gesamtanlage)      |         |       |
| Bild gesucht BW |                          | Zum Eichwald 10 Lage | (nur als Teil der Gesamtanlage)      |         |       |
| Bild gesucht BW |                          | Zum Eichwald 11 Lage | (nur als Teil der Gesamtanlage)      |         |       |
| Bild gesucht BW |                          | Zum Eichwald 11 Lage | Einfriedung                          |         |       |

## Einzeldenkmale
| Bild            | Bezeichnung | Lage                 | Beschreibung                            | Bauzeit | Daten |
| --------------- | ----------- | -------------------- | --------------------------------------- | ------- | ----- |
| Bild gesucht BW | Lingelmühle | An der Hatzbach Lage |                                         |         |       |
| Bild gesucht BW |             | Auf den Höfen 6 Lage |                                         |         |       |
| Bild gesucht BW |             | Zum Eichwald 11 Lage | Fachwerkgiebel der Scheune              |         |       |
| Bild gesucht BW |             | Zum Eichwald 18 Lage | Ziegelinschrift „J.LAPP“/„1896“ im Dach |         |       |